# Gare de Røros
La gare de Røros est une gare ferroviaire norvégienne de la ligne de Røros est située à Røros dans le comté de Trøndelag. 
C'est le terminus pour les trains régionaux en direction de Trondheim et Hamar. 

## Situation ferroviaire
Établie à 628 mètres d'altitude, la gare de Røros est située au point kilométrique (PK) 399,05 kilomètres de la ligne de Røros.

## Histoire
Elle est mise en service en 1877.
Le 4 janvier 2000 la gare s'est trouvée sous le feu des projecteurs, un accident s'étant produit à Asta plus au sud : un train de Trondheim est entré en collision avec un train local de Hamar. En 2002, à la suite de cet incident la gare a été modernisée ; elle a rouvert ses portes le 11 octobre avec une célébration du 125e anniversaire de la ligne de Røros.